# Почётные звания Азербайджана
Почётный знак Азербайджана
Почётные звания Азербайджана — государственные награды Республики Азербайджана. Президент Азербайджанской Республики присваивает почётное звание по личной инициативе, а также по предложению Национального Собрания и Кабинета Министров. Награждённым почётными званиями вручается единый «Почётный знак Азербайджана».

## История
В Советском Азербайджане наряду с почётными званиями общесоюзного масштаба в республике были и почётные звания, относящиеся к различным областям. Указом Президиума Верховного Совета Азербайджанской ССР от 16 марта 1978 года было установлено 48 почётных званий, из них 10 — существовали только в Азербайджанской ССР. В 1928—1985 годах были учреждены почётные звания:
- Заслуженный артист (28 июля 1928)
- Заслуженный деятель искусств (25 марта 1928)
- Заслуженный деятель науки (25 марта 1928)
- Заслуженный деятель науки и техники (25 марта 1928)
- Народный артист (28 июля 1928)
- Заслуженный врач (28 февраля 1940)
- Мастер нефти (19 августа 1940)
- Мастер хлопка (23 мая 1940)
- Народный художник (02 августа 1944)
- Заслуженный ветеринар (11 июля 1949)
- Заслуженный зоотехник (11 июля 1949)
- Заслуженный агроном (10 декабря 1951)
- Заслуженный мастер профессионально-технического образования (19 сентября 1956)
- Народный поэт (23 января 1956)
- Заслуженный механизатор сельского хозяйства (6 июня 1957)
- Заслуженный коллектив (13 июня 1958)
- Заслуженный металлург (18 апреля 1959)
- Заслуженный изобретатель (9 октября 1959)
- Заслуженный инженер (18 апреля 1959)
- Заслуженный ирригатор (18 апреля 1959)Почётный знак Азербайджанской ССР
- Заслуженный лесовод (14 мая 1959)
- Заслуженный рационализатор (9 октября 1959)
- Заслуженный строитель (18 апреля 1959)
- Заслуженный учитель (18 апреля 1959)
- Мастер машинной уборки хлопка (26 ноября 1950)
- Мастер полива (3 февраля 1960)
- Мастер прикладного искусства (07 мая 1960)
- Мастер табака (3 февраля 1960)
- Мастер чая (03 февраля 1960)
- Народный писатель (26 марта 1960)
- Заслуженный деятель физической культуры и спорта (26 марта 1962)
- Заслуженный работник здравоохранения (16 марта 1978)
- Заслуженный конструктор (17 сентября 1985)
- Заслуженный овцевод (14 мая 1964)
- Заслуженный животновод (14 мая 1964)
- Заслуженный садовод (14 мая 1964)
- Заслуженный художник (15 апреля 1964)
- Заслуженный экономист (9 июня 1964)
- Мастер-виноградарь (14 мая 1964)
- Мастер-кукурузовод (14 мая 1964)
- Мастер-овощевод (14 мая 1964)
- Заслуженный связист (16 июля 1965)
- Заслуженный полиграфист (20 октября 1966)
- Заслуженный работник торговли (28 июня 1966)
- Заслуженный юрист (28 января 1966)
- Заслуженный работник культуры (27 февраля 1967)
- Заслуженный архитектор (14 августа 1974)
- Заслуженный работник коммунального хозяйства и бытового обслуживания населения (20 июля 1977)
- Заслуженный наставник молодёжи (13 августа 1980)
- Заслуженный технолог (17 сентября 1985)

Также почётным званием считалось внесение в Республиканскую всенародную книгу почёта, учреждённую 19 ноября 1962 года. После 1980 года также были учреждены новые почётные звания: заслуженный энергетик, заслуженный пропагандист, заслуженный работник транспорта, заслуженный работник ВУЗа, заслуженный защитник природы и другие.
Награждённым почётными званиями вручался «Почётный знак Азербайджанской ССР».
После провозглашения независимости Азербайджана, ни одного специального правового документа, касающегося почётных званий, принято не было. Несмотря на это, в 1991—1993 годах продолжалось присвоение почётных званий советского
периода. С 1993 по 1998 год награждения почётными званиями не производились.

## Настоящее время
Согласно принятому 22 мая 1998 года закону «О почётных званиях Республики Азербайджан» за видные достижения и исключительные заслуги в области культуры, литературы, науки, образования, здравоохранения, физической культуры и спорта, журналистики, инженерии, государственной службы и права, экономики и медицины, определены почётные звания Республики Азербайджан.
Учитывая заслуги граждан Республики Азербайджана, награждённых государственными наградами бывших СССР и Азербайджанской ССР, за ними сохраняются права и обязанности, предусмотренные законодательством бывших СССР и Азербайджанской ССР о наградах.
Ныне существует 19 почётных званий республики:
- Народный писатель Азербайджана (22 мая 1998)
- Народный поэт Азербайджана (22 мая 1998)
- Народный артист Азербайджана (22 мая 1998)
- Народный художник Азербайджана (22 мая 1998)
- Заслуженный деятель науки Азербайджана (22 мая 1998)
- Заслуженный деятель искусств Азербайджана (22 мая 1998)
- Заслуженный артист Азербайджана (22 мая 1998)
- Заслуженный художник Азербайджана (22 мая 1998)
- Заслуженный работник культуры Азербайджана (22 мая 1998)
- Заслуженный учитель Азербайджана (22 мая 1998)
- Заслуженный врач Азербайджана (22 мая 1998)
- Заслуженный архитектор Азербайджана (19 апреля 2000)
- Заслуженный государственный служащий Азербайджана (22 ноябрь 2005)
- Заслуженный деятель физической культуры и спорта Азербайджана (4 марта 2005)
- Заслуженный журналист Азербайджана (14 июля 2005)
- Заслуженный инженер Азербайджана (21 июля 2005)
- Заслуженный юрист Азербайджана (22 ноября 2005)
- Заслуженный работник сельского хозяйства Азербайджана (9 октября 2008)
- Заслуженный пилот Азербайджана (3 мая 2010)
- Заслуженный медицинский работник Азербайджана (6 июля 2012)